# Leucomphalos callicarpus
Leucomphalos callicarpus är en ärtväxtart som först beskrevs av George Bentham, och fick sitt nu gällande namn av Franciscus Jozef Breteler. Leucomphalos callicarpus ingår i släktet Leucomphalos och familjen ärtväxter. Inga underarter finns listade i Catalogue of Life.